# Nevenrecht
Een nevenrecht wordt in artikel 142 van Boek 6 van het Nederlands Burgerlijk Wetboek gedefinieerd als een recht dat bij een overgang van een vordering met die vordering (het 'hoofdrecht') mee overgaat op een nieuwe schuldeiser. De volledige wettekst luidt:

Artikel (6:)142.
1. Bij overgang van een vordering op een nieuwe schuldeiser verkrijgt deze de daarbij behorende nevenrechten, zoals rechten van pand en hypotheek en uit borgtocht, voorrechten en de bevoegdheid om de ter zake van de vordering en de nevenrechten bestaande executoriale titels ten uitvoer te leggen.
2. Onder de nevenrechten zijn tevens begrepen het recht van de vorige schuldeiser op bedongen rente of boete of op een dwangsom, behalve voor zover de rente opeisbaar of de boete of dwangsom reeds verbeurd was op het tijdstip van de overgang.

Uit het eerste lid volgt dat een nevenrecht altijd verbonden is aan een vordering, het 'hoofdrecht' genoemd. Dit in tegenstelling tot afhankelijke rechten, die net als nevenrechten verbonden zijn aan een hoofdrecht, maar niet per se een vordering. Naast deze eigenschap wordt het begrip enkel verduidelijkt met een niet-limitatieve opsomming van voorbeelden. Hieruit is af te leiden dat nevenrechten, wederom in tegenstelling tot afhankelijke rechten, niet altijd vermogensrechten zijn.
Uit een en ander volgt eveneens dat een recht zowel een nevenrecht als een afhankelijk recht kan zijn. Voorbeelden hiervan zijn het pandrecht en het recht van hypotheek. Voorbeelden van rechten die wel nevenrechten maar geen afhankelijke rechten zijn (omdat ze geen vermogensrechten zijn) zijn het keuzerecht bij een alternatieve verbintenis (art. 6:17 BW) en een contractueel bedongen recht op arbitrage.
Niet tot de nevenrechten behoren die rechten die deel uitmaken van de gehele rechtsverhouding tussen schuldenaar en schuldeiser, zoals het recht op schadevergoeding, en aldus niet als verbonden aan de overgedragen vordering kunnen worden beschouwd. Het recht op schadevergoeding ter zake van wanprestatie is geen nevenrecht, omdat het aan de nieuwe schuldeiser uit eigen hoofde toekomt en bij de oude schuldeiser na overdracht tenietgaat. Het recht op vordering van aanvullende of vervangende schadevergoeding is evenmin een aan de vordering verbonden nevenrecht, maar wordt wettelijk toegekend aan de schuldeiser die schade lijdt en tot de prestatie gerechtigd is. Het eigendomsvoorbehoud is een nevenrecht noch een afhankelijk recht.